# Мигаловци
Мигаловци су насељено место у општини Чаглин, у Славонији, Република Хрватска.

## Историја
До нове територијалне организације место је припадало бившој великој општини Славонска Пожега.

## Становништво
Насеље је према попису становништва из 2011. године имало 129 становника.
| Националност       | 1991.       |
| Хрвати             | 88 (57,51%) |
| Срби               | 61 (39,86%) |
| Југословени        | 0           |
| остали и непознато | 4 (2,61%)   |
| Укупно             | 153         |